# Pér
Pér est un village et une commune du comitat de Győr-Moson-Sopron en Hongrie.
Sa population était de 2 386 en 2004.

## Géographie
Sa superficie est de 31.48 km2.